# Comté de Mercer (Dakota du Nord)
Pour les articles homonymes, voir Comté de Mercer.
Le comté de Mercer (en anglais : Mercer County) est l'un des 53 comtés de l'État américain du Dakota du Nord. Le siège de comté est Stanton, bien que la ville la plus peuplée soit Hazen. Lors du recensement des États-Unis de 2010, le comté de Mercer compte 8 424 habitants.

## Villes
Le comté de Mercer compte cinq villes : Beulah, Golden Valley, Hazen, Pick City, Stanton (siège de comté) et Zap.

## Démographie
| 1890 | 1900  | 1910  | 1920  | 1930  | 1940  |
| ---- | ----- | ----- | ----- | ----- | ----- |
| 428  | 1 778 | 4 747 | 8 224 | 9 516 | 9 611 |

| 1950  | 1960  | 1970  | 1980  | 1990  | 2000  |
| ----- | ----- | ----- | ----- | ----- | ----- |
| 8 686 | 6 805 | 6 175 | 9 404 | 9 808 | 8 644 |

| 2010  | - | - | - | - | - |
| ----- | - | - | - | - | - |
| 8 424 | - | - | - | - | - |